# District judiciaire de Cistierna
Le district judiciaire de Cistierna est un district judiciaire espagnol de la province de León en Castille et León (Espagne).

## Liste des communes
Le district est composé des communes de : 
- Acebedo (León)
- Boca de Huérgano
- Burón
- Cistierna
- Crémenes
- La Ercina
- Maraña
- Oseja de Sajambre
- Posada de Valdeón
- Prado de la Guzpeña
- Prioro
- Puebla de Lillo
- Reyero
- Riaño
- Sabero
- Valderrueda